# Saint-Sulpice-des-Landes (Ille y Vilaine)
Saint-Sulpice-des-Landes (en bretón Sant-Suleg-al-Lann) es una población y comuna francesa, situada en la región de Bretaña, departamento de Ille y Vilaine, en el distrito de Redon y cantón de Grand-Fougeray.

## Demografía
| 666 | 643 | 608 | 603 | 599 | 562 |
| Para los censos de 1962 a 1999 la población legal corresponde a la población sin duplicidades (Fuente: INSEE [Consultar]) |     |     |     |     |     |